# Арква Петрарка
Арква Петрарка (итал. Arquà Petrarca) је насеље у Италији у округу Падова, региону Венето.
Према процени из 2011. у насељу је живело 878 становника. Насеље се налази на надморској висини од 34 м.

## Становништво
| 1931. | 1936. | 1951. | 1961. | 1971. | 1981. | 1991. | 2001. | 2011. |
| ----- | ----- | ----- | ----- | ----- | ----- | ----- | ----- | ----- |
| 2.292 | 2.487 | 2.544 | 2.125 | 1.951 | 2.007 | 1.947 | 1.876 | 1.847 |

## Партнерски градови
- Fontaine-de-Vaucluse